# Electronic Entertainment Expo 2012

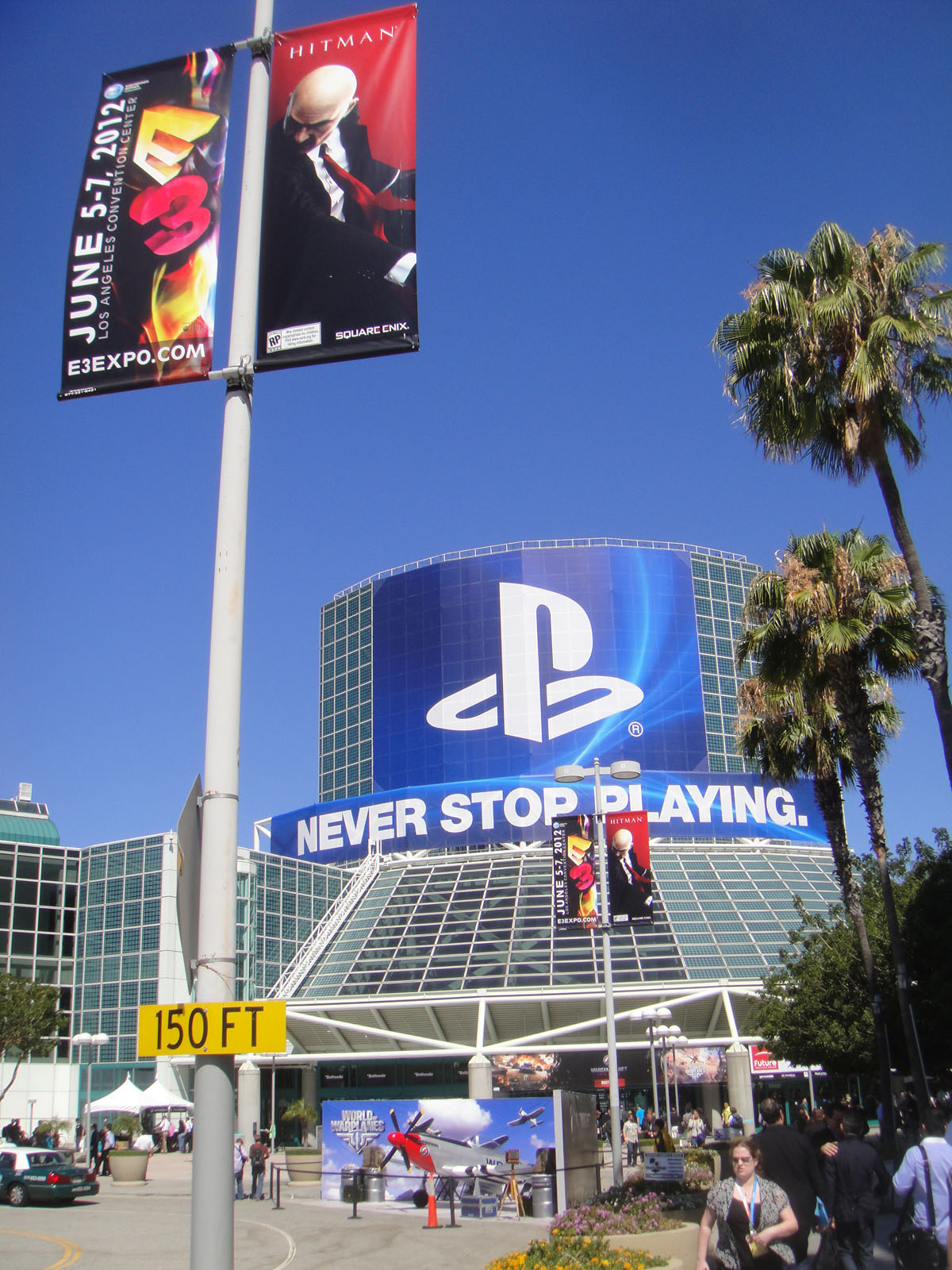
Le Los Angeles Convention Center au moment du salon.

L’Electronic Entertainment Expo 2012, communément appelé E3 2012, est la 18e édition de l'Electronic Entertainment Expo, un salon consacré exclusivement aux jeux vidéo organisé par l'Entertainment Software Association. L'événement s'est déroulé du 5 au 7 juin 2012 au Los Angeles Convention Center à Los Angeles.

## Conférences des constructeurs

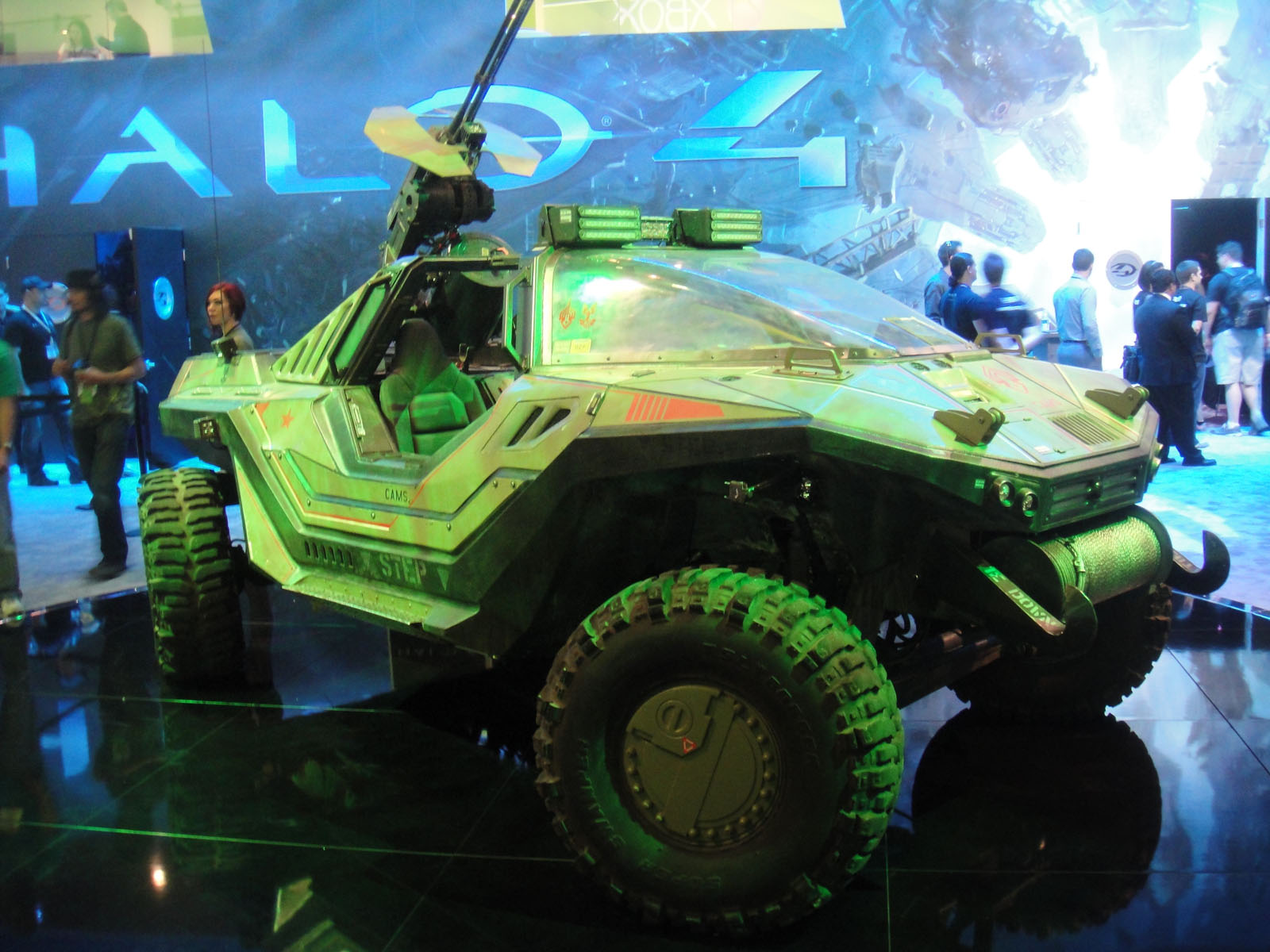
Véhicule d'exposition par Microsoft pour l'E3 Expo de 2012 sur le stand de Halo 4

### Microsoft
La conférence de Microsoft s'est tenue le 4 juin 2012 à 9 h du matin, heure locale. Dans la conférence, la compagnie y présentera des bandes-annonces et extraits de gameplay de plusieurs jeux à venir, tels que Halo 4, Call of Duty: Black Ops II, Tomb Raider, Resident Evil 6, South Park : Le Bâton de la vérité et plusieurs autres. De plus, trois nouveaux jeux à paraître sur la plate-forme de téléchargement Xbox Live Arcade ont été dévoilés, soit Ascend New Gods, LocoCycle et Matter. De l'avis de certains analystes, la conférence a déçu.

### Sony
La conférence de Sony s'est tenue le 4 juin 2012 à 18 h, heure locale. Il s'agit cette année-là du constructeur ayant dévoilé le plus de productions internes, soit huit jeux au total. Il a d'abord été question de la prochaine création du studio français Quantic Dream avec la venue de David Cage qui a présenté Beyond: Two Souls. Puis d'un jeu regroupant plusieurs franchises et personnages emblématiques des consoles Sony : PlayStation All-Stars Battle Royale avec l'annonce de la sortie sur PlayStation Vita et la possibilité de jouer Nathan Drake (Uncharted) et Big Dady (BioShock). Le PlayStation Eye a montré une nouvelle fois ses possibilités de création avec Wonderbook, des livres interactifs en partenariat avec la créatrice de Harry Potter, J. K. Rowling. God of War: Ascension a lui aussi montré du gameplay, de même que The Last of Us. Les possibilités d'inter-connexion entre PlayStation 3 et PlayStation Vita ont été présentées avec, par exemple, LittleBigPlanet. La PlayStation Vita voit deux autres grandes franchises débarquer sur sa plateforme : Call of Duty: Black Ops - Declassified et Assassin's Creed III: Liberation. Le partenariat avec Ubisoft se conclut avec des DLC exclusifs pour Assassin's Creed III et Far Cry 3.
En marge de l'évènement, il a été question de l'utilisation du PlayStation Move pour Portal 2 et d'une amélioration du PlayStation Plus en termes de contenu.

### Nintendo
La conférence de Nintendo s'est tenue le 5 juin 2012 à 9 h du matin, heure locale. Elle débuta avec Shigeru Miyamoto qui présenta le prochain jeu de la série Pikmin, Pikmin 3, qui sortira sur Wii U, la prochaine console de Nintendo. Celle-ci a d'ailleurs été présenté plus en profondeur, en passant par les fonctionnalités de la console aux jeux qu'elle proposera. Plusieurs jeux comme ZombiU, Assassin's Creed III, Batman: Arkham City et Rayman Legends ont été mentionnés. Bien que moins présente dans cette conférence, la Nintendo 3DS a également été sujet d'annonces. En effet, des jeux comme New Super Mario Bros. 2, Epic Mickey: Power of Illusion et Castlevania: Lords of Shadow - Mirror of Fate ont été dévoilés.

## Conférences des éditeurs tiers

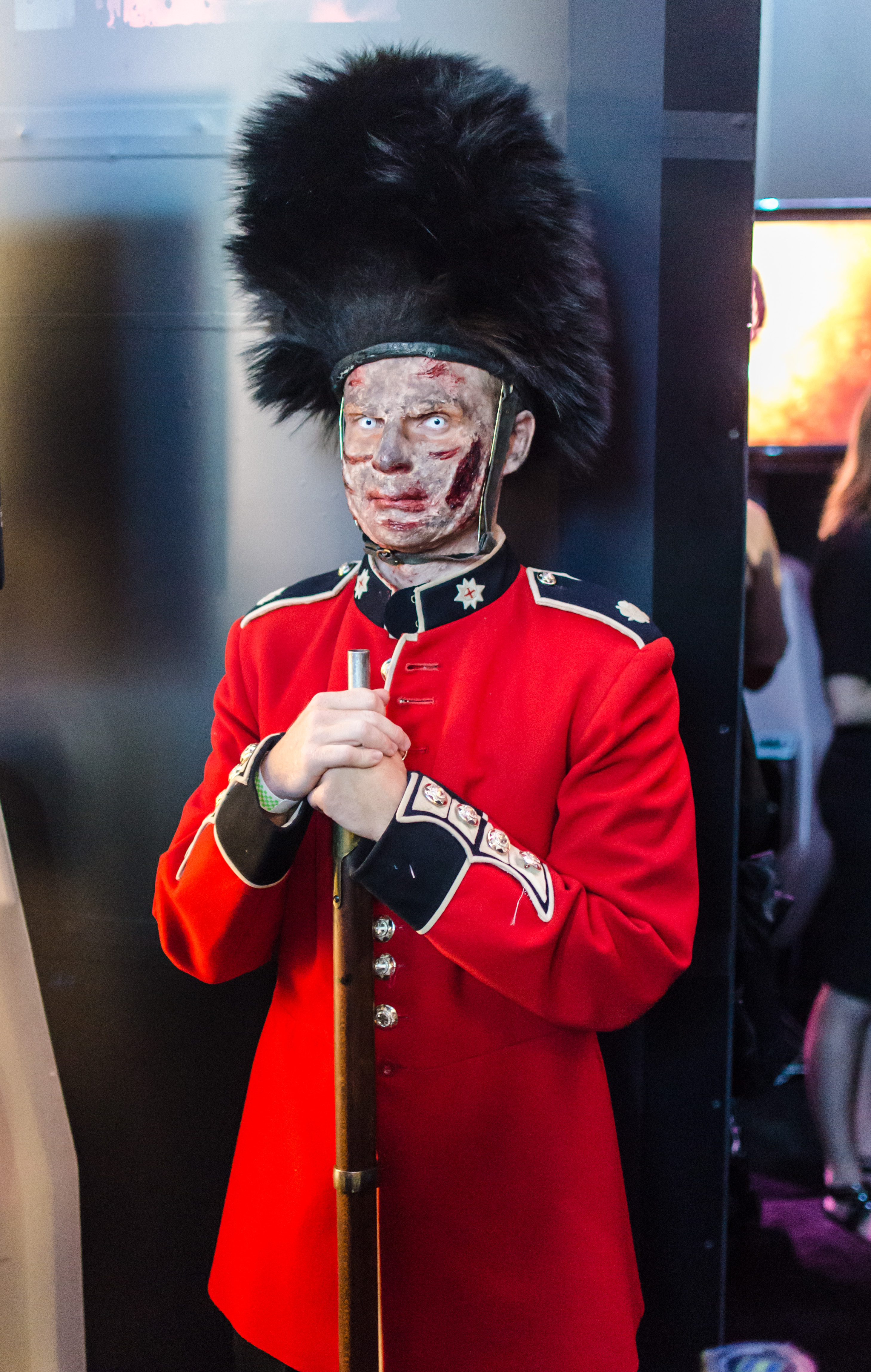
Promotion de ZombiU durant le salon.

### Electronic Arts
La conférence d'Electronic Arts s'est tenue le 4 juin 2012 à 13 h, heure locale. La compagnie y présenta plusieurs titres tel que Dead Space 3 dont la date de sortie fut annoncé pour l'occasion, Madden NFL 13, SimCity ainsi que sont moteur physique Glassbox Engine, Medal of Honor: Warfighter, FIFA 13, Need for Speed Most Wanted, et pour finir Crysis 3.

### Ubisoft
Le 5 juin 2012, Yves Guillemot le cofondateur d’Ubisoft, présente la conférence de la firme française, après avoir commencé par Just Dance 4, Far Cry 3, Splinter Cell Blacklist, Marvel Avengers: Battle for Earth, Rayman Legends, ZombiU, Assassin's Creed III et enfin Shootmania, une démo de 10 minutes du jeu Watch Dogs est montrée au public. Bien que la démo soit scénarisée, le producteur Dominic Guay déclare qu'il y a plusieurs manières d'atteindre les objectifs : « Une des choses les plus frustrantes pour l'équipe avec la démo de l'E3 est de ne pouvoir montrer qu'une seule manière de faire. Pourtant, le fait est que nous aurions pu éliminer DeMarco d'une centaine de façons différentes. Comme nous savions qu'il était en chemin pour la galerie, nous aurions pu l'attendre sur son parking et l'abattre là-bas. Vous avez vu qu'il est également possible de faire se lever les ponts à bascule sur la Chicago River et nous aurions pu utiliser cela à la place ».

## Jeux notables présents lors du salon
| 2K Games - Borderlands 2 - NBA 2K13 - Spec Ops: The Line - XCOM: Enemy Unknown Activision - Call of Duty: Black Ops II - Family Guy: Back to the Multiverse - Skylanders: Giants - The Amazing Spider-Man - Transformers : La Chute de Cybertron Atlus - Persona 4: Arena - Le Testament de Sherlock Holmes Bethesda Softworks - Dishonored - The Elder Scrolls Online Bohemia Interactive - ARMA III - Carrier Command: Gaea Mission Capcom - Resident Evil 6 - DmC: Devil May Cry - Lost Planet 3 Disney Interactive Studios - Epic Mickey 2 : Le Retour des héros - Epic Mickey: Power of Illusion Electronic Arts - Command and Conquer: Generals 2 - Crysis 3 - Dead Space 3 - FIFA 13 - Madden NFL 13 - Medal of Honor: Warfighter - NBA Live 13 - NCAA Football 13 - Need for Speed: Most Wanted - NHL 13 - SimCity Harmonix - Dance Central 3 - Rock Band Blitz | Konami - Castlevania: Lords of Shadow 2 - Castlevania: Lords of Shadow -- Mirror of Fate - New Little King's Story - Metal Gear Rising: Revengeance - Silent Hill: Book of Memories LucasArts - Star Wars 1313 Microsoft - Fable: The Journey - Forza Horizon - Gears of War: Judgment - Halo 4 - Matter Namco Bandai - Dragon Ball Z for Kinect - Ni no Kuni: Wrath of the White Witch - One Piece: Pirate Warriors - Star Trek: The Game - Tekken Tag Tournament 2 Nintendo - Game and Wario - Luigi's Mansion 2 - New Super Mario Bros. 2 - New Super Mario Bros. U - Nintendo Land - Paper Mario: Sticker Star - Pikmin 3 - Project P-100 - Wii Fit U Sega - Aliens: Colonial Marines - Hatsune Miku - Rhythm Thief et les Mystères de Paris - Sonic and All-Stars Racing Transformed Sony - Beyond: Two Souls - God of War: Ascension - PlanetSide 2 - LittleBigPlanet Karting - PlayStation All-Stars Battle Royale - Soul Sacrifice - Sly Cooper : Voleurs à travers le temps - The Last of Us | Square Enix - Demons' Score - Drakerider - Final Fantasy Dimensions - Heroes of Ruin - Hitman: Absolution - Kingdom Hearts 3D: Dream Drop Distance - Quantum Conundrum - Sleeping Dogs - Theatrhythm Final Fantasy - Tomb Raider Tecmo Koei - Dead or Alive 5 THQ - Company of Heroes 2 - Darksiders II - Metro: Last Light - South Park : Le Bâton de la vérité TT Games - Lego Batman 2: DC Super Heroes - Lego City Undercover - Lego Le Seigneur des anneaux Ubisoft - Assassin's Creed III - Assassin's Creed III: Liberation - Far Cry 3 - Just Dance 4 - Marvel Avengers: Battle for Earth - Rayman Legends - Shootmania - Tom Clancy's Splinter Cell: Blacklist - Watch Dogs - ZombiU Warner Brothers Entertainment - F1 2012 - Gardiens de la Terre du Milieu - Injustice : Les Dieux sont parmi nous - Scribblenauts Unlimited |